# Universidade Islâmica de Gaza
A Universidade Islâmica de Gaza (em árabe: الجامعة الإسلامية بغزة), também conhecida pelas siglas IUG e IU Gaza (do inglês Islamic University of Gaza), é uma universidade palestina independente fundada em 1978 em Gaza. Foi a primeira instituição de ensino superior a ser estabelecida na Faixa de Gaza. Segundo informações de 2023, possuía 11 faculdades com graduações de BA, BSc, MA, MSc, MD, PhD e diplomas de nível superior, além de 20 centros e institutos de pesquisa e o Hospital da Amizade Turco-Palestino.
A Universidade Islâmica de Gaza é ou foi membro de associações e redes regionais e internacionais de ensino superior, como por exemplo: incluindo a Associação Internacional de Universidades (AIU), a União das Universidades do Mediterrâneo (UNIMED), a Associação das Universidades Árabes (AAU), a Federação das Universidades do Mundo Islâmico (FUIW), a Rede Acadêmica do Mar Negro e do Mediterrâneo Oriental (BSEMAN) e a Rede Universitária Global para a Inovação-GUNi.

## Danos e destruição em guerras

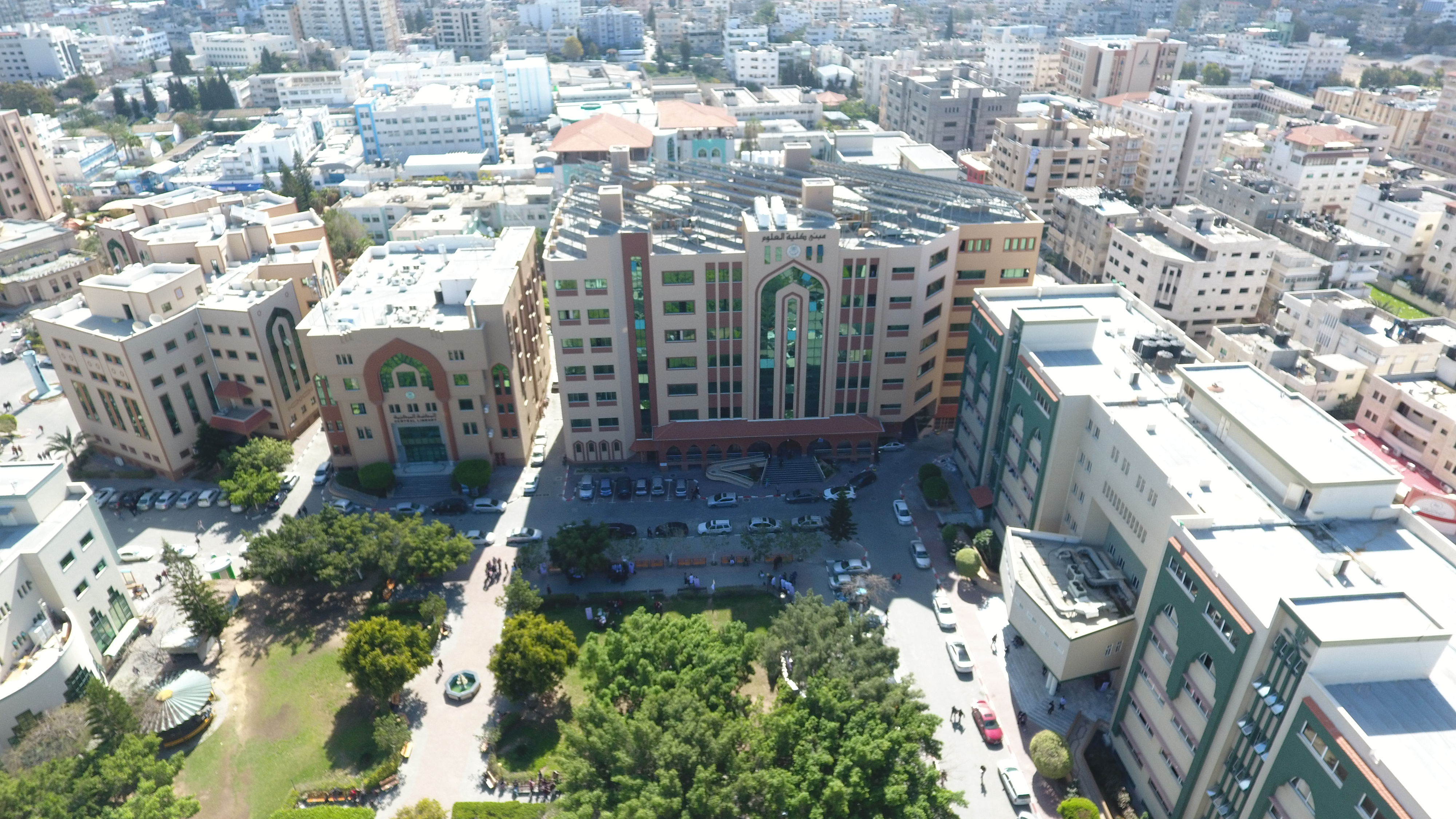
Prédio de Ciências (ao centro) e biblioteca (esquerda), 2018

As instalações sofreram danos em ataques aéreos durante a guerra de Gaza de 2008–2009, o conflito Israel-Gaza de 2014 e a Guerra Israel-Hamas. O campus da universidade na Cidade de Gaza foi bombardeado e seus edifícios destruídos na noite de 10 de outubro de 2023, durante a semana de abertura da guerra entre Israel e o Hamas. As forças israelenses alegaram que a universidade serviu como uma "instituição de treinamento para o desenvolvimento e produção de armas". O campus vizinho da Universidade Al-Azhar também foi bombardeado na mesma noite. Em dezembro de 2023, o professor Sufyan Tayeh, presidente da universidade e proeminente pesquisador, foi morto junto com sua família em um ataque aéreo israelense no campo de refugiados de Jabalia.